# Molibdat de zinc
El molibdat de zinc és un compost inorgànic, del grup de les sals, que està constituït per anions molibdat {\displaystyle {\ce {MoO4^{2-}}}} i cations zinc (2+) {\displaystyle {\ce {Zn^{2+}}}}, la qual fórmula química és {\displaystyle {\ce {ZnMoO4}}}.

## Propietats
El molibdat de zinc es presenta en forma de cristalls incolors o blancs. La seva densitat és de 4,3 g/cm³ i el seu punt de fusió és de 700 °C. És poc soluble en aigua (0,5 g en 100 g d'aigua).

## Preparació
El molibdat de zinc es pot obtenir escalfant una mescla d'òxid de zinc {\displaystyle {\ce {ZnO}}} i òxid de molibdè(VI) {\displaystyle {\ce {MoO3}}} segons la reacció:
{\displaystyle {\ce {ZnO + MoO3 -> ZnMoO4}}}

## Aplicacions
S'empra com a inhibidor de la corrosió, pigment anticorrosiu i ignífug.